# 이천 영원사 석조약사여래좌상
이천 영원사 석조약사여래좌상(利川 靈源寺 石造藥師如來坐像)은 대한민국 경기도 이천시 백사면 송말리, 영원사에 있는 불상이다. 1986년 4월 14일 이천시의 향토유적 제12호로 지정되었다.

## 개요
본래는 현 영원사 대웅전 우측 약사전(樂師殿) 안에 안치했던 것을 1985년 새로 연화대좌(蓮花臺座)를 만들고 현 위치에 안치해 놓았다. 
목 위의 두상(頭像)부분 역시 근래에 새로 조성한 것이다. 현재 불상의 높이는 1.18m, 어깨 폭은 71cm, 무릎 폭은 1.05m이며, 대좌의 높이는 94cm이다. 새로 조성한 머리는 소발(素髮)에 육계가 조화를 이루었으며, 상호(相好)는 원만하고 두 귀는 목 위까지 길게 늘어져 있으며, 목에는 3도(道)가 있고, 부드러운 어깨는 넓고 당당한 모습이다. 
법의(法衣)는 우견편단(友肩偏袒)으로 왼쪽 어깨에서 오른쪽 겨드랑이에 이르는 옷섶에 걸쳐 늘어진 레이스 형의 주름이 독특하며, 오른발이 두툼한 왼쪽 무릎에 얹어 결가부좌를 하고 있다. 
오른손은 손바닥을 하향(下向)하게 하여 무릎 위에 얹고, 왼손은 오른쪽 발바닥 ㅜ이에 약단지를 받쳐 들고 있어 이 불상이 약사여래의 상임을 알 수 있다. 불상 앞에는 새로 조성한 대리석 제단(祭壇)과 향로석(香爐石)이 놓여 있다. 
영원사의 사적기(寺蹟記)에 의하면, 신라 선덕여왕 7년(638)에 해호선사가 절을 창건하고, 수마호석(水瑪湖石)으로 약사여래좌상을 조성하여 봉안했다고 한다. 그러나 표현수법으로 미루어 삼국시대의 불상으로 보기는 어렵고, 통일신라 말에서 고려 초기 이상으로는 거슬러 올라가지 않은 작품으로 추정된다.